# Puruándiro
Puruándiro è un comune del Messico, situato nello stato di Michoacán, il cui capoluogo è la località omonima.
Conta 67.837 abitanti (2010) e ha una estensione di 718,65 km².